# Wallendorf (Neuhaus am Rennweg)
Wallendorf ist mit Lamprecht eine Ortschaft des Ortsteils Lichte der Stadt Neuhaus am Rennweg im Landkreis Sonneberg in Thüringen.

## Lage
Im südlichen Teil des Thüringer Waldes liegt in waldreicher Umgebung die Ortschaft Lichte mit den Ortsteilen Wallendorf und Lamprecht.

## Geschichte
Die urkundliche Ersterwähnung von Wallendorf fand am 29. Dezember 1414 statt. Das mit Wallendorf geführte Lamprecht wurde am 21. Dezember 1386 erstmals urkundlich erwähnt.
Im Band des Jahres 1550 wurde die Hammerschmiede zu Wallendorf im Pappenheimschen Lehnbuch erstmals vermerkt, mit Hans (genannt „der Schnepfle-Hans“) und Claus Bock werden dort zwei Hammerwerksbesitzer namentlich überliefert. Der umfangreiche Waldbesitz war im 17. Jahrhundert zunächst Anreiz zur Gründung einer Waldglashütte in der Wallendorfer Gemarkung, diese hatte aber nur wenige Jahre Bestand, der Wald gehörte danach zum Staatsforst. Die Wirtschaftsgeschichte des Ortsteils ist geprägt durch die über 240 Jahre alte Tradition der Porzellanherstellung. Die Wallendorfer Porzellanmanufaktur besteht seit 1764. Heinz Schaubach übernahm nach dem Ersten Weltkrieg die Leitung der Kunstabteilung in der Porzellan-Manufaktur. Als der Betrieb 1926 der Weltwirtschaftskrise zum Opfer fiel und Konkurs anmeldete, war er zum Direktor der Kunstabteilung des Gesamtunternehmens aufgestiegen. Schaubach erwarb aus der Konkursmasse den Unternehmensanteil in Wallendorf und machte diesen unter der Firma Schaubachkunst berühmt.
Mittelpunkt des Ortes Wallendorf stellte das Rittergut dar, es war 1704 begründet worden – erster Besitzer war ein preußischer Adeliger von Wartensleben, dessen Familie auch im Ort die Porzellan-Manufaktur mit Unterstützung der im Amt Eilenburg reich begüterten Freiherren von Hohenthal mitbegründet hatte. Zum Gut gehörten auch eine Schneidemühle, die Mahlmühle, der Dorfkrug, das Brauhaus und die Hufschmiede. Im 19. Jahrhundert war das Gut von Kommerzienrat Albert Heubach aufgekauft worden, der zeitgleich auch Anteile der Porzellan-Manufaktur in Wallendorf erworben hatte. Die landwirtschaftlichen Erträge des Rittergutes waren gering, daher wurden Schafe und Pferde gezüchtet bis ein Großbrand die Scheunen und die Ernte vernichtete. Heubach fehlte das Geld die Schäden zu beheben.
Am Ortsrand an der oberen Chaussee befand sich bis 1867 ein Rastplatz und Pferdewechselstation der Thurn & Taxischen Postexpedition. Eine Erleichterung des Verkehrs stellte die im 19. Jahrhundert durchgeführte Kanalisierung und Überwölbung des Piesau-Baches dar, gleichzeitig entstand ein kleiner Marktplatz. Die Kirche zu Wallendorf wurde 1733 von einem aus Hohenprießnitz stammenden Geheimen Kriegsrats Peter Freiherr von Hohenthal auf Trossin und Wallendorf gestiftet und im Stil des Bauernbarocks erbaut. Freifrau Christiane Friederica Hohmann von Hohenthal spendete Weihnachten 1735 die erste Bibel der Kirchgemeinde. Zeitgleich mit der Kirche wurde das Pfarrhaus und die Dorfschule erbaut und vom ersten Pfarrer Johann Heinrich Roßtümpfel 1734 der Schulunterricht eingeführt. Zur Pfarrei gehörten die Bewohner der umliegenden Weiler und Höfe Teich, Ober- und Unterbock, Piesau, Lamprecht und Ascherbach. Ein Blitzschlag beschädigte 1882 die Turmspitze der Kirche, die drei Besitzer der Porzellan-Fabrik Kommerzienrat Gabriel Heubach, Kommerzienrat Friedrich Kämpfe aus Eisenberg und Robert Sonntag spendeten für die rasche Behebung der Schäden. Die Kirche erhielt 1899 drei farbige Kirchenfenster gestiftet, in den folgenden Jahren wurden weitere Reparaturen und Verschönerungen durchgeführt, auch eine Heizung für die Wintermonate wurde bewilligt. Im Sommer 1917 mussten die Glocken für die Rüstungsproduktion abgegeben werden, 1921 wurden als Ersatz zwei Stahlglocken geweiht.
Der Thüringerwaldverein, Sektion Bock und Teich wurde 1887 in Wallendorf begründet und diente mit der Einrichtung von Wanderwegen und Aussichtspunkten dem Aufbau des Tourismus. Die als Petersburg bezeichnete Schutzhütte des Vereins galt um 1900 als Wahrzeichen der Gemeinde Wallendorf. Am 1. Juli 1950 wurden die zusammengewachsenen Taldörfer Lichte, Wallendorf, Geiersthal und Bock und Teich zusammengeschlossen.
Zum 1. Januar 2019 kam Wallendorf im Zuge der Eingemeindung von Lichte zur Stadt Neuhaus am Rennweg und wechselte damit vom Landkreis Saalfeld-Rudolstadt in den Landkreis Sonneberg.

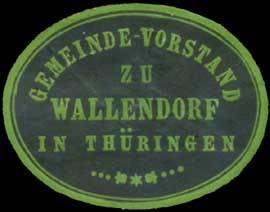
Siegelmarke (1850–1923)
Ortsansicht Wallendorf mit Porzellanmanufaktur (Heubach Kämpfe & Sontag), Kirche und Herrenhaus des Rittergutes (um 1850)
Gemeindeamt zu Wallendorf
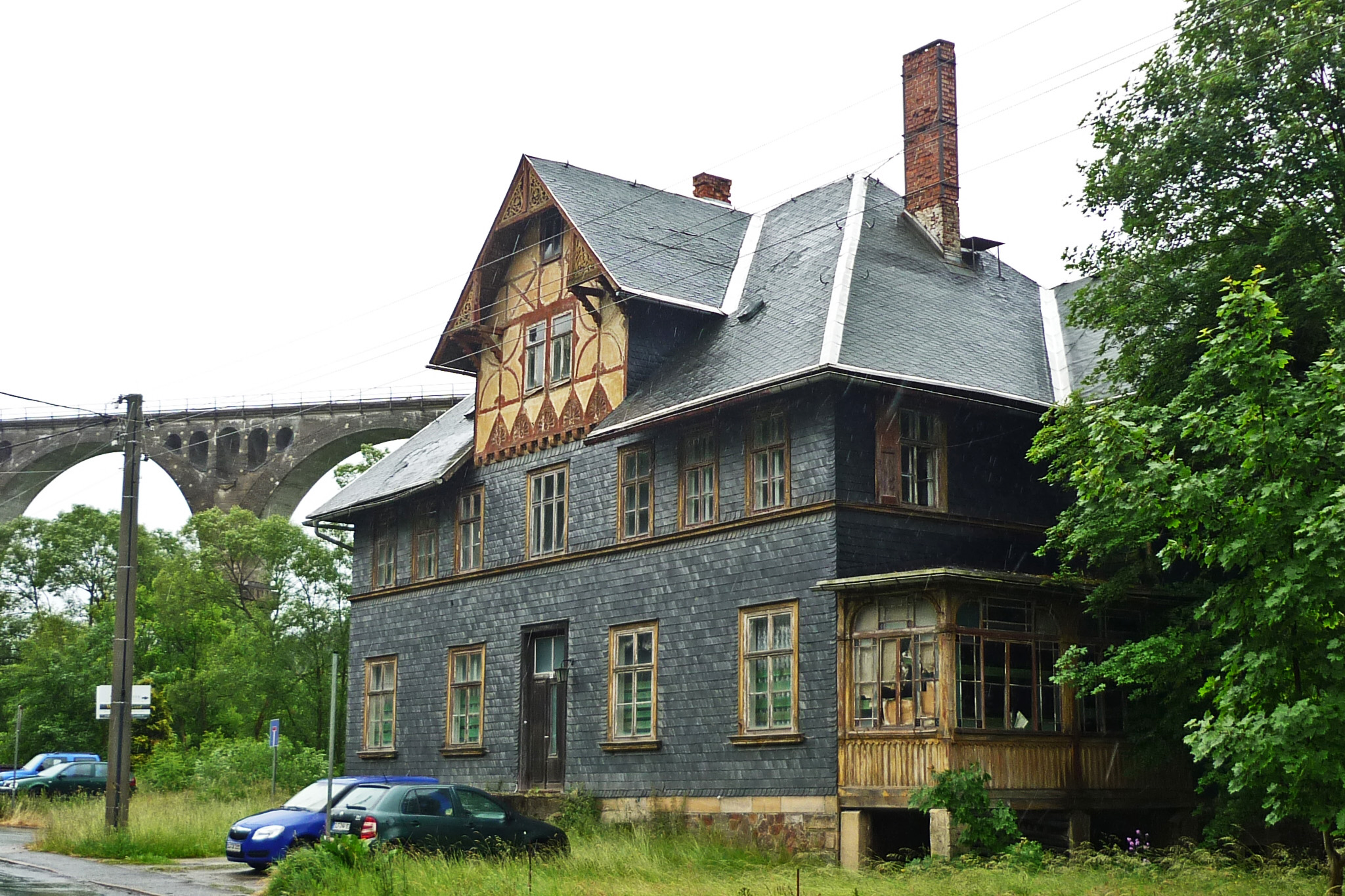
Ehemaliges Bahnhofshotel mit Viadukt (Saalfelder Str. 32)
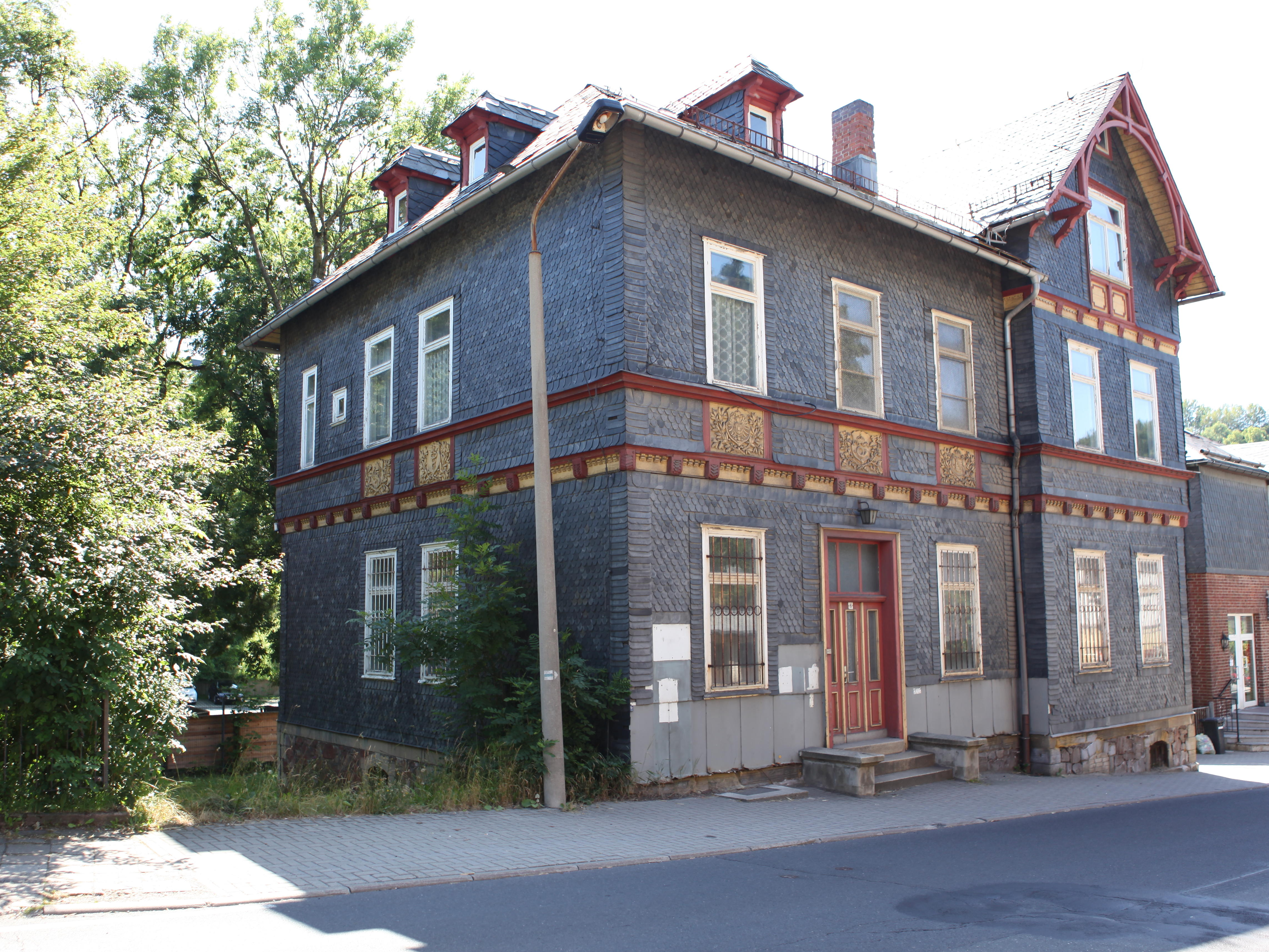
Postamt zu Wallendorf
Wallendorfer Porzellanmanufaktur, Okt. 2006
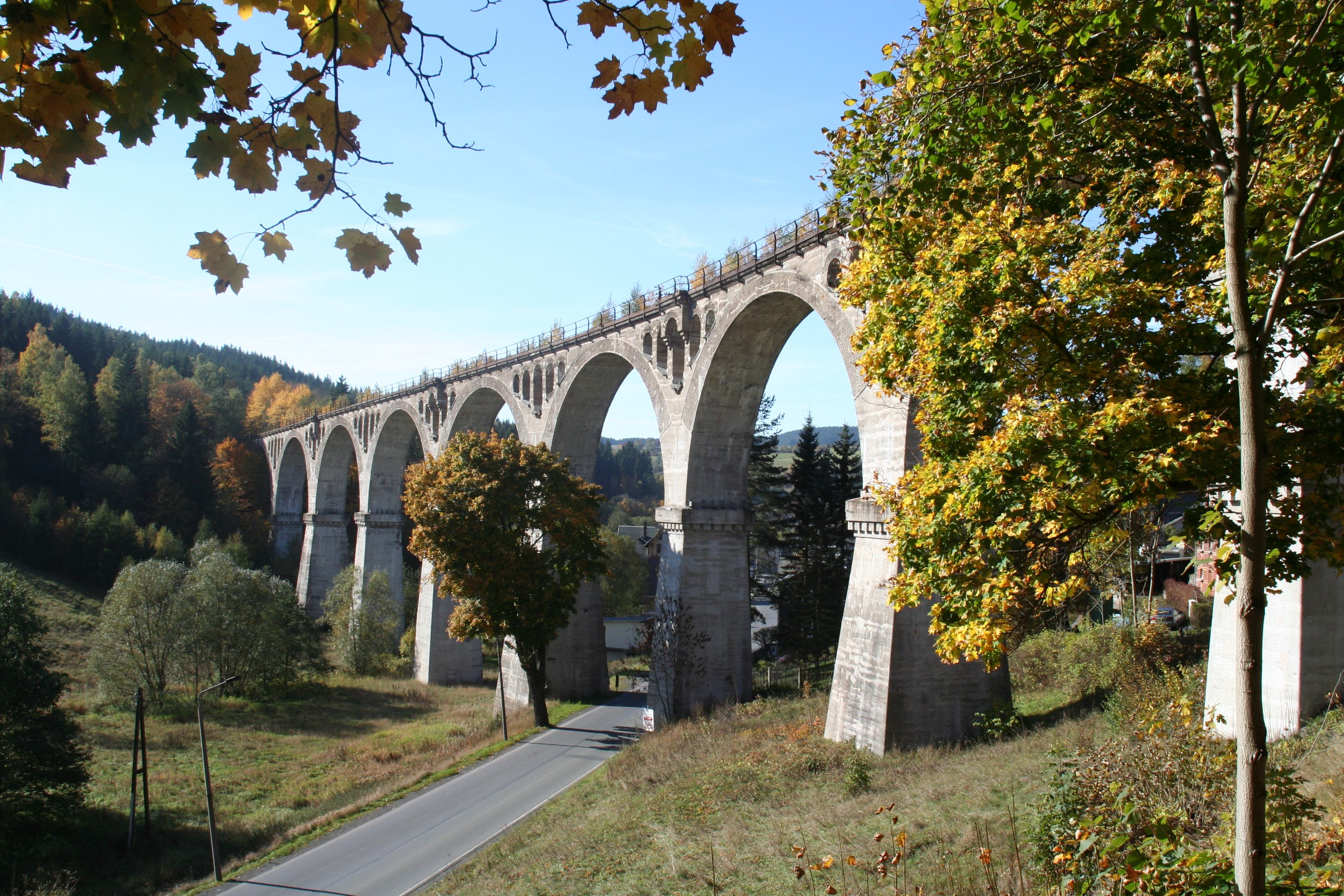
Piesau-Viadukt Lichte[5], Wahrzeichen von Wallendorf
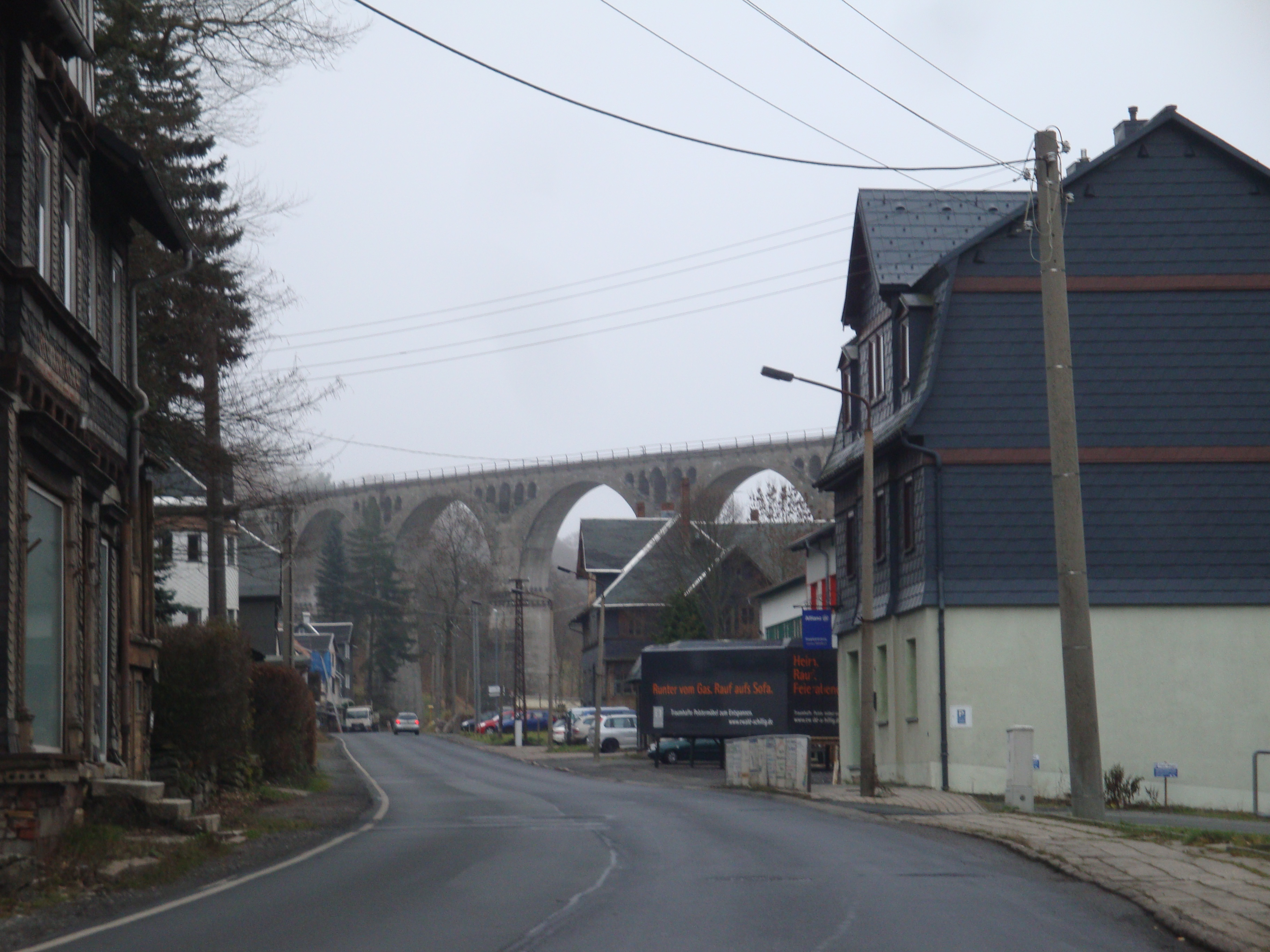
Piesau-Viadukt Lichte

## Kirche
Die evangelische Kirchengemeinde Lichte-Wallendorf gehört zum Kirchspiel Döschnitz-Lichte mit den Kirchengemeinden Döschnitz, Meura, Sitzendorf, Unterweißbach und Schwarzburg sowie Lichte-Wallendorf, Piesau und Schmiedefeld. Das Pfarrerehepaar Gerd und Esther Fröbel, eine Tochter Oskar Brüsewitz’, aus Döschnitz ist seit 2016 in den Kirchengemeinden Lichte-Wallendorf, Piesau und Schmiedefeld im Dienst.